# Медаль 100-летия короля Олафа V
Медаль Столетия короля Олафа V – памятная государственная награда Королевства Норвегия.

## История
Юбилейные мероприятия, посвящённые столетию короля Олафа V отмечались в Норвегии 2 июля 2003 года. К этой дате была учреждена памятная медаль к столетию короля Олафа V. Медаль предназначена для награждения членов королевской семьи, государственных чиновников и работников иностранных посольств.

## Описание
Медаль круглой формы из серебра с королевской геральдической короной на верху.
Аверс несёт на себе профильный портрет короля Олафа V. По окружности надпись: «OLAV • V • NORGES • KONGE •».
На реверсе в центре королевская коронованная монограмма Олафа V.
К короне прикреплено кольцо, при помощи которого медаль крепится к ленте.
 Лента медали шёлковая, муаровая, красного цвета с серебряной планкой, на которой выбита дата: «1903-2003».
Медаль, вручаемая женщинам, была прикреплена к ленте, сложенной бантом.